# Mussenhausen
Mussenhausen ist ein Straßendorf im Markt Markt Rettenbach und katholischer Wallfahrtsort im oberschwäbischen Landkreis Unterallgäu.

## Geographie
Das etwa 190 Einwohner zählende Kirchdorf liegt im Südwesten von Mindelheim am Auerbach in landwirtschaftlich geprägtem Gebiet. Es wird von der Wallfahrtskirche Unserer lieben Frau vom Berge Karmel überragt.

## Geschichte
Am 1. Mai 1978 wurde Mussenhausen in den Markt Rettenbach eingegliedert.

## Geschichte der Wallfahrt
Die Wallfahrt geht zurück auf den Mussenhausener Söldner Philipp Schropp, der 1647 Mitglied einer Skapulierbruderschaft wurde. In einer schweren Krankheit hatte er eine Marienvision und erbaute nach der Genesung 1649 in seinem Obstgarten eine kleine hölzerne Kapelle. Dort stellte er ein Bild der „Muttergottes vom Berge Karmel“ auf, das sein Bruder Albrecht, Schuhmacher in Eutenhausen und ebenso Mitglied der Skapulierbruderschaft, gemalt hatte.
Schon vier Jahre später wurde die hölzerne Kapelle durch eine gemauerte Kirche ersetzt. Da immer mehr Pilger zu dem Gnadenbild kamen, nicht zuletzt durch die offizielle Einrichtung der Skapulierbruderschaft 1666 in Eutenhausen, wurde die Kirche 1668/69 und in späteren Jahren weiter vergrößert. In ihrer endgültigen Form wurde sie 1694 vom Augsburger Weihbischof Johannes Eustache Egolf von Westernach konsekriert.
Im Jahr 1700 zog der erste Wallfahrtspriester in sein Kaplanhaus, das so genannte „Klösterl“. 1858 übernahmen Kapuziner die Betreuung der Wallfahrt. 1988 gründete Andreas Hönisch hier eine neue Ordensgemeinschaft, die Servi Jesu et Mariae (SJM). 1996 musste die Gemeinschaft das Kloster Mussenhausen verlassen.

## Mussenhausen heute
Besonders das Innere der Wallfahrtskirche Unserer lieben Frau ist sehenswert. Es wurde in zwei Abschnitten um 1755 und 1763 im Stil des Rokoko mit Stuck und Fresken ausgestattet. Die Deckenfresken malte Johann Baptist Enderle.
Der Schützenverein „Hubertus“ Mussenhausen wurde 1924 gegründet, die Musikkapelle Eutenhausen-Mussenhausen 1935.

## Söhne und Töchter der Gemeinde
- Elmar Schafroth (* 1958), Romanist und Hochschullehrer
- Frank Oehler (* 1964), Koch, mit einem Stern im Guide Michelin ausgezeichnet
- Ansgar Reiß (* 1965), Historiker und Museumsdirektor